# イングランドのサッカークラブ一覧
イングランドのサッカークラブ一覧はイングランド国内にあるサッカークラブを並べたものである。
記入方式は各ディビジョンごとで表にし、さらに各ディビジョンごとにアルファベット順で記載した。
リーグ名にイングランド独特の呼び名があるため、題名の右側に(○部相当)と表記した。また(6部相当)以降は2つずつディビジョンがあるが、これは所属チームの本拠地によって北部と南部に分かれるためである。9部相当からはアマチュアである。

## プレミアリーグ
- アーセナル (Arsenal)
- アストン・ヴィラ (Aston Villa)
- ボーンマス (Bournemouth)
- ブレントフォード (Brentford)
- ブライトン & ホーヴ・アルビオン (Brighton & Hove Albion)
- バーンリー (Burnley)
- チェルシー (Chelsea)
- クリスタル・パレス (Crystal Palace)
- エヴァートン (Everton)
- フラム (Fulham)
- リーズ・ユナイテッド (Leeds United)
- レスター・シティ (Leicester City)
- リヴァプール (Liverpool)
- マンチェスター・シティ (Manchester City)
- マンチェスター・ユナイテッド (Manchester United)
- ニューカッスル・ユナイテッド (Newcastle United)
- ノッティンガム・フォレスト (Nottingham Forest)
- サウサンプトン (Southampton)
- トッテナム・ホットスパー (Tottenham Hotspur)
- ウェストハム・ユナイテッド (West Ham United)
- ウルヴァーハンプトン・ワンダラーズ (Wolverhampton Wonderers)

※2022-2023シーズン

## EFLチャンピオンシップ（2部相当）
- バーミンガム・シティ (Birmingham City)
- ブラックバーン・ローヴァーズ (Blackburn Rovers)
- ブラックプール (Blackpool)
- ブリストル・シティ (Bristol City)
- バーンリー (Burnley)
- カーディフ・シティ (Cardiff City)
- コヴェントリー・シティ (Coventry City)
- ダービー・カウンティ (Derby County)
- ハダースフィールド・タウン (Huddersfield Town)
- ハル・シティ (Hull City)
- ルートン・タウン (Luton Town)
- ミドルスブラ (Middlesborough)
- ミルウォール (Millwall)
- ノリッジ・シティ (Norwich City)
- プレストン・ノースエンド (Preston North End)
- クイーンズ・パーク・レンジャーズ (Queens Park Rangers)
- レディング (Reading)
- ロザラム・ユナイテッド (Rotherham United)
- シェフィールド・ユナイテッド (Sheffield United)
- ストーク・シティ (Stoke City)
- サンダーランド (Sunderland)
- スウォンジー・シティ (Swansea City)
- ワトフォード (Watford)
- ウィガン・アスレティック (Wigan Athletic)
- ウェスト・ブロムウィッチ・アルビオン (West Bromwich Albion)

※ 2022-2023シーズン

## EFLリーグ1（3部相当）
- アクリントン・スタンリー (Accrington Stanley)
- バーンズリー (Barnsley)
- ボルトン・ワンダラーズ (Bolton Wanderers)
- ブリストル・ローヴァーズ (Bristol Rovers)
- バートン・アルビオン (Burton Albion)
- ケンブリッジ・ユナイテッド (Cambridge United)
- チャールトン・アスレティック (Charlton Athletic)
- チェルトナム・タウン (Cheltenham Town)
- ダービー・カウンティ (Derby County)
- エクセター・シティ (Exeter City)
- フリートウッド・タウン (Fleetwood Town)
- フォレストグリーン・ローヴァーズ (Forest Green Rovers)
- イプスウィッチ・タウン (Ipswich Town)
- リンカーン・シティ (Lincoln City)
- ミルトン・キーンズ・ドンズ (Milton Keynes Dons)
- モアカム (Morecambe)
- オックスフォード・ユナイテッド (Oxford United)
- ピーターバラ・ユナイテッド (Peterborough United)
- プリマス・アーガイル (Plymouth Argyle)
- ポート・ヴェイル (Port Vale)
- ポーツマス (Portsmouth)
- シェフィールド・ウェンズデイ (Sheffield Wednesday)
- シュルーズベリー・タウン (Shrewsbury Town)
- ウィコム・ワンダラーズ (Wycombe Wanderers)

※2022-2023シーズン

## EFLリーグ2（4部相当）
- AFCウィンブルドン (AFC Winbledon)
- バロー (Barrow)
- ブラッドフォード・シティ (Bradford City)
- カーライル・ユナイテッド (Carlisle United)
- コルチェスター・ユナイテッド (Colchester United)
- クローリー・タウン (Crawley Town)
- クルー・アレクサンドラ (Crewe Alexandra)
- ドンカスター・ローヴァーズ (Doncaster Rovers)
- グリムスビー・タウン (Grimsby Town)
- ジリンガム (Gillingham)
- ハローゲート・タウン (Harrogate Town)
- ハートリプール・ユナイテッド (Hartlepool United)
- レイトン・オリエント (Leyton Orient)
- マンスフィールド・タウン (Mansfield Town)
- ニューポート・カウンティ (Newport County)
- ノーサンプトン・タウン (Northampton Town)
- ロッチデール (Rochdale)
- サルフォード・シティ (Salford City)
- スティヴネイジ (Stevenage)
- ストックポート・カウンティ (Stockport County)
- サットン・ユナイテッド (Sutton United)
- スウィンドン・タウン (Swindon Town)
- トレンメア・ローヴァーズ (Tranmere Rovers)
- ウォルソール (Walsall)

※2022-2023シーズン

## ナショナルリーグ（5部相当）
- オールダーショット・タウン (Aldershot Town)
- アルトリンチャム (Altrincham)
- バーネット (Barnet)
- ボレアム・ウッド (Boreham Wood)
- ブロムリー (Bromley)
- チェスターフィールド (Chesterfield)
- ダゲナム・アンド・レッドブリッジ (Dagenham & Redbridge)
- ドーキング・ワンダラーズ (Dorking Wanderers)
- イーストリー (Eastleigh)
- ゲーツヘッド (Gateshead)
- FCハリファクス・タウン (FC Halifax Town)
- メイデンヘッド・ユナイテッド (Maidenhead United)
- メイドストーン・ユナイテッド (Maidstone United)
- ノッツ・カウンティ (Notts County)
- オールダム・アスレティック (Oldham Athletic)
- スカンソープ・ユナイテッド (Scunthorpe United)
- ソーリハル・ムーアズ (Solihull Moors)
- サウスエンド・ユナイテッド (Southend United)
- トーキー・ユナイテッド (Torquay United)
- ウィールドストーン (Wealdstone)
- ウェイマス (Weymouth)
- ウォキング (Woking)
- レクサム (Wrexham)
- ヨーヴィル・タウン (Yeovil Town)
- ヨーク・シティ (York City)

※ 2022-2023シーズン

## ナショナルリーグ・ノース（6部相当）
- AFCフィルド (AFC Fylde)
- AFCテルフォード・ユナイテッド (AFC Telford United)
- アルフレトン・タウン (Alfreton Town)
- バンベリー・ユナイテッド (Banbury United)
- ブライス・スパルタンズ (Blyth Spartans)
- ボストン・ユナイテッド (Boston United)
- ブラックリー・タウン (Brackley Town)
- ブラッドフォード・パーク・アベニュー (Bradford (Park Avenue))
- バクストン (Buxton)
- チェスター (Chester)
- チョーリー (Chorley)
- カーゾン・アシュトン（英語版） (Curzon Ashton)
- ダーリントン (Darlington)
- ファースリー・セルティック (Farsley Celtic)
- グロスター・シティ (Gloucester City)
- ギーズリー (Guiseley)
- ヘレフォード (Hereford)
- ケタリング・タウン (Kettering Town)
- キダーミンスター・ハリアーズ (Kidderminster Harriers)
- キングズ・リン・タウン (King's Lynn Town)
- レミントン（英語版） (Leamington)
- ピーターバラ・スポーツ（英語版） (Peterborough Sports)
- スカーバラ・アスレティック（英語版） (Scarborough Athletic)
- サウスポート (Southport)
- スペニームーア・タウン（英語版） (Spennymoor Town)

※2022-2023シーズン

## ナショナルリーグ・サウス（6部相当）
- バース・シティ (Bath City)
- ビラリキー・タウン (Billericay Town)
- ブレントリー・タウン (Braintree Town)
- チェルムスフォード・シティ (Chelmsford City)
- チッペンハム・タウン (Chippenham Town)
- コンコード・レンジャーズ (Concord Rangers)
- ダートフォード (Dartford)
- ドーキング・ワンダラーズ (Dorking Wanderers)
- ダリッジ・ハムレット (Dulwich Hamlet)
- イーストボーン・バラ (Eastbourne Borough)
- エブスフリート・ユナイテッド (Ebbsfleet United)
- ハンプトン・アンド・リッチモンド・バラ (Hampton & Richmond Borough)
- ハヴァント・アンド・ウォータールーヴィル (Havant & Waterlooville)
- ヘメル・ヘンプスタッド・タウン (Hemel Hempstead Town)
- ハンガーフォード・タウン (Hungerford Town)
- メイドストーン・ユナイテッド (Maidstone United)
- オックスフォード・シティ (Oxford City)
- スロウ・タウン (Slough Town)
- セント・オールバンズ・シティ (St Albans City)
- トンブリッジ・エンジェルズ (Tonbridge Angels)
- ウェリング・ユナイテッド (Welling United)

※ 2021-2022シーズン

## ノーザンプレミアリーグ・プレミアディヴィジョン（7部相当）
- アシュトン・ユナイテッド (Ashton United)
- アザートン・コーリアリーズ（英語版） (Atherton Collieries)
- バンバー・ブリッジ（英語版） (Bamber Bridge)
- ベイスフォード・ユナイテッド（英語版） (Basford United)
- バクストン (Buxton)
- FCユナイテッド・オブ・マンチェスター (FC United of Manchester)
- ゲインズバラ・トリニティ (Gainsborough Trinity)
- グランサム・タウン (Grantham Town)
- ハイド・ユナイテッド (Hyde United)
- ランカスター・シティ（英語版） (Lancaster City)
- マトロック・タウン (Matlock Town)
- ミックルオーバー（英語版） (Mickleover)
- モーペス・タウン（英語版） (Morpeth Town)
- ナントウィッチ・タウン (Nantwich Town)
- ラドクリフ（英語版） (Radcliffe)
- スカーブラ・アスレティック（英語版） (Scarborough Athletic)
- サウス・シールズ（英語版） (South Shields)
- スタッフォード・レンジャーズ (Stafford Rangers)
- ステイリブリッジ・セルティック (Stalybridge Celtic)
- ワーリントン・タウン（英語版） (Warrington Town)
- ウィトビー・タウン (Whitby Town)
- ウィットン・アルビオン (Witton Albion)

※ 2021-2022シーズン

## サザンフットボールリーグ・プレミアディヴィジョン（7部相当）

### プレミアセントラル
- AFCラシュデン・アンド・ダイアモンズ（英語版） (AFC Rushden & Diamonds)
- アルヴチャーチ（英語版） (Alvechurch)
- バンベリー・ユナイテッド (Banbury United)
- バーウェル（英語版） (Barwell)
- ビグルズウェイド・タウン（英語版） (Biggleswade Town)
- ブロムズグローヴ・スポーティング（英語版） (Bromsgrove Sporting)
- コールビル・タウン（英語版） (Coalville Town)
- ヘドネスフォード・タウン (Hednesford Town)
- ヒッチン・タウン (Hitchin Town)
- レイストン（英語版） (Leiston)
- ロウストフト・タウン（英語版） (Lowestoft Town)
- ニーダム・マーケット（英語版） (Needham Market)
- ナニートン・バラ (Nuneaton Borough)
- ピーターバラ・スポーツ（英語版） (Peterborough Sports)
- レディッチ・ユナイテッド (Redditch United)
- ロイストン・タウン（英語版） (Royston Town)
- ラスホール・オリンピック (Rushall Olympic)
- セント・アイヴス・タウン（英語版） (St Ives Town)
- ストールブリッジ (Stourbridge)
- ストラトフォード・タウン（英語版） (Stratford Town)
- タムワース (Tamworth)

※2021-2022シーズン

### プレミアサウス
- ベコンズフィールド・タウン（英語版） (Beaconsfield Town)
- チェシャム・ユナイテッド（英語版） (Chesham United)
- ドーチェスター・タウン (Dorchester Town)
- ファーンバラ (Farnborough)
- ゴスポート・バラ（英語版） (Gosport Borough)
- ハーロウ・バラ (Harrow Borough)
- ハートレー・ウィントニー（英語版） (Hartley Wintney)
- ヘイズ・アンド・イェディング・ユナイテッド (Hayes & Yeading United)
- ヘンドン (Hendon)
- キングス・ラングレー（英語版） (Kings Langley)
- マーサー・タウン (Merthyr Town)
- メトロポリタン・ポリス (Metropolitan Police)
- プール・タウン（英語版） (Poole Town)
- ソールズベリー（英語版） (Salisbury)
- スウィンドン・スーパーマリン (Swindon Supermarine)
- トーントン・タウン (Taunton Town)
- ティヴァートン・タウン (Tiverton Town)
- トゥルーロ・シティ (Truro City)
- ウォルトン・コーサルズ (Walton Casuals)
- ウェストン・スーパー・メア (Weston-super-Mare)
- ウィンボーン・タウン（英語版） (Wimborne Town)
- イェート・タウン (Yate Town)

※2021-2022シーズン

## イスミアンリーグ・プレミアディヴィジョン（7部相当）
- ビショップズ・ストートフォード (Bishop's Stortford)
- ボグナー・リージス・タウン (Bognor Regis Town)
- バワーズ・アンド・ピットシー（英語版） (Bowers & Pitsea)
- ブライトリングシー・リージェント（英語版） (Brightlingsea Regent)
- カーシャルトン・アスレティック (Carshalton Athletic)
- チェスハント (Cheshunt)
- コリンシアン・コーサルズ (Corinthian-Casuals)
- クレイ・ワンダラーズ (Cray Wanderers)
- イースト・サロック・ユナイテッド (East Thurrock United)
- エンフィールド・タウン (Enfield Town)
- フォークストーン・インヴィクタ (Folkestone Invicta)
- ハリンゲイ・バラ（英語版） (Haringey Borough)
- ホーンチャーチ (Hornchurch)
- ホーシャム (Horsham)
- キングストニアン (Kingstonian)
- レザーヘッド (Leatherhead)
- ルイス (Lewes)
- マーゲート (Margate)
- マースタム（英語版） (Merstham)
- ポッターズ・バー・タウン (Potters Bar Town)
- ウィンゲート・アンド・フィンチリー (Wingate & Finchley)
- ワージング (Worthing)

※2021-2022シーズン

## ノーザンプレミアリーグ・ディビジョン1（8部相当）

### ウェスト
- 1874ノースウィッチ（英語版） (1874 Northwich)
- ブートル（英語版） (Bootle)
- シティ・オブ・リヴァプール（英語版） (City of Liverpool)
- クリザルー（英語版） (Clitheroe)
- コーン（英語版） (Colne)
- グロソップ・ノースエンド (Glossop North End)
- ケンダル・タウン (Kendal Town)
- キッズグローヴ・アスレティック（英語版） (Kidsgrove Athletic)
- リーク・タウン (Leek Town)
- マリン (Marine)
- マーケット・ドレイトン・タウン（英語版） (Market Drayton Town)
- ムーズリー（英語版） (Mossley)
- ニューカッスル・タウン（英語版） (Newcastle Town)
- プレスコット・ケーブルズ (Prescot Cables)
- ラムズボトム・ユナイテッド（英語版） (Ramsbottom United)
- ランコーン・リネッツ（英語版） (Runcorn Linnets)
- トラフォード（英語版） (Trafford)
- ウォーリントン・ライランズ1906（英語版） (Warrington Rylands 1906)
- ウィドネス（英語版） (Widnes)
- ワーキントン (Workington)

※2021-2022シーズン

### イースト
- ブリッドリントン（英語版） (Bridlington Town)
- ブリッグハウス・タウン（英語版） (Brighouse Town)
- クリーソープス・タウン（英語版） (Cleethorpes Town)
- ダンストンUTS（英語版） (Dunston UTS)
- フリックリー・アスレティック (Frickley Athletic)
- へバーン・タウン（英語版） (Hebburn Town)
- リンカーン・ユナイテッド (Lincoln United)
- リバーセッジ（英語版） (Liversedge)
- マースク・ユナイテッド（英語版） (Marske United)
- オスィット・ユナイテッド（英語版） (Ossett United)
- ピッカリン・タウン（英語版） (Pickering Town)
- ポントフラクト・コーリエリーズ（英語版） (Pontefract Collieries)
- シェフィールド (Sheffield)
- シルドン（英語版） (Shildon)
- ストックスブリッジ・パーク・スティールズ (Stocksbridge Park Steels)
- ストックトン・タウン（英語版） (Stockton Town)
- タドカスター・アルビオン（英語版） (Tadcaster Albion)
- ワークソップ・タウン (Worksop Town)
- ヨークシャー・アマチュア（英語版） (Yorkshire Amateur)

※2021-2022シーズン

### ミッドランズ
- ベドワース・ユナイテッド（英語版） (Bedworth United)
- ベルパー・タウン（英語版） (Belper Town)
- ケンブリッジ・シティ (Cambridge City)
- カールトン・タウン（英語版） (Carlton Town)
- チェイスタウン（英語版） (Chasetown)
- コールシル・タウン（英語版） (Coleshill Town)
- コービー・タウン (Corby Town)
- ダヴェントリー・タウン（英語版） (Daventry Town)
- ヘールズオウェン・タウン (Halesowen Town)
- ヒストン (Histon)
- イルクストン・タウン (Ilkeston Town)
- ラフバラ・ダイナモ（英語版） (Loughborough Dynamo)
- シェプシェッド・ダイナモ（英語版） (Shepshed Dynamo)
- ソーアム・タウン・レンジャーズ（英語版） (Soham Town Rangers)
- スポールディン・ユナイテッド（英語版） (Spalding United)
- スポーティング・カルサ（英語版） (Sporting Khalsa)
- スタンフォード (Stamford)
- サットン・コールドフィールド・タウン（英語版） (Sutton Coldfield Town)
- ウィズビーチ・タウン（英語版） (Wisbech Town)
- ヤクスリー（英語版） (Yaxley)

※2021-2022シーズン

## サザンフットボールリーグ・ディヴィジョン1（8部相当）

### セントラル
- AFCダンスタブル（英語版） (AFC Dunstable)
- アイルズベリー・ユナイテッド（英語版） (Aylesbury United)
- バートン・ローヴァーズ（英語版） (Barton Rovers)
- ベッドフォード・タウン (Bedford Town)
- ベッドワース・ユナイテッド（英語版） (Bedworth United)
- バーカムステッド（英語版） (Berkhamsted)
- ビグルズウェード（英語版） (Biggleswade)
- コールシル・タウン（英語版） (Coleshill Town)
- コービー・タウン (Corby Town)
- ダヴェントリー・タウン（英語版） (Daventry Town)
- ディドゥコット・タウン（英語版） (Didcot Town)
- FCロメーニア（英語版） (F.C. Romania)
- ヘイルゾーウィン・タウン (Halesowen Town)
- ケンプストン・ローヴァーズ（英語版） (Kempston Rovers)
- キドリントン（英語版） (Kidlington)
- ノース・リー（英語版） (North Leigh)
- セント・ネオッツ・タウン（英語版） (St Neots Town)
- テーム・ユナイテッド（英語版） (Thame United)
- ウォンティッジ・タウン（英語版） (Wantage Town)
- ウェリン・ガーデン・シティ（英語版） (Welwyn Garden City)

※2021-2022シーズン

### サウス
- AFCトットン (AFC Totton)
- バーンスタプル・タウン（英語版） (Barnstaple Town)
- ビディフォード（英語版） (Bideford)
- ブリストル・マナー・ファーム（英語版） (Bristol Manor Farm)
- シンダーフォード・タウン（英語版） (Cinderford Town)
- サイレンスター・タウン (Cirencester Town)
- エヴシャム・ユナイテッド (Evesham United)
- フルーム・タウン（英語版） (Frome Town)
- ハイワース・タウン（英語版） (Highworth Town)
- ラークホール・アスレティック（英語版） (Larkhall Athletic)
- リミングトン・タウン（英語版） (Lymington Town)
- マンゴッツフィールド・ユナイテッド (Mangotsfield United)
- メルクシャム・タウン（英語版） (Melksham Town)
- ポールトン・ローヴァーズ（英語版） (Paulton Rovers)
- プライマス・パークウェイ（英語版） (Plymouth Parkway)
- ショーリング（英語版） (Sholing)
- スリムブリッジ（英語版） (Slimbridge)
- ウィランド・ローヴァーズ（英語版） (Willand Rovers)
- ウィンチェスター・シティ（英語版） (Winchester City)

※2021-2022シーズン

## イスミアンリーグ・ディヴィジョン1（8部相当）

### ノース
- AFCサドベリー (Amalgamated Football Club Sudbury)
- エイヴリーFC (Aveley)
- バーキング（英語版） (Barking)
- バジルドン・ユナイテッド（英語版） (Basildon United)
- ブレントウッド・タウンFC (Brentwood Town)
- ベリー・タウン (Bury Town)
- キャンヴェイ・アイランド (Canvey Island)
- コッジシャル・タウン（英語版） (Coggeshall Town)
- デレハム・タウン (Dereham Town)
- フィーリックストウ・アンド・ウォルトン・ユナイテッド（英語版） (Felixstowe & Walton United)
- グレイズ・アスレティック (Grays Athletic)
- グレート・ウェイカリング・ロヴァーズ (Great Wakering Rovers)
- ハッシュタグ・ユナイテッド（英語版） (Hashtag United)
- ヘイブリッジ・スウィウツFC (Heybridge Swifts)
- ハルブリッジ・スポーツ（英語版） (Hullbridge Sports)
- モールドン・アンド・ティプトリー (Maldon & Tiptree)
- ロムフォード（英語版） (Romford)
- ストウマーケット・タウン（英語版） (Stowmarket Town)
- ティルベリーFC (Tilbury)
- ウィサム・タウンFC (Witham Town)

※2021-2022シーズン

### サウスセントラル
- アシュフォード・タウン (Ashford Town (Middx))
- ベイシンストーク・タウンFC (Basingstoke Town)
- ベッドフォント・スポーツ（英語版） (Bedfont Sports)
- ビンフィールド（英語版） (Binfield)
- ブラックネル・タウン（英語版） (Bracknell Town)
- チャルフォント・セント・ピーター（英語版） (Chalfont St Peter)
- チャートシー・タウン（英語版） (Chertsey Town)
- チップステッド (Chipstead)
- ガーンジー（英語版） (Guernsey)
- ハンウェル・タウン（英語版） (Hanwell Town)
- マーロウ（英語版） (Marlow)
- ノースウッド (Northwood)
- サウス・パーク（英語版） (South Park)
- ステインズ・タウン (Staines Town)
- サットン・コモン・ローバーズ (Sutton Common Rovers)
- タッチャム・タウン（英語版） (Thatcham Town)
- トゥーティング・アンド・ミッチャム・ユナイテッド (Tooting & Mitcham United)
- アクスブリッジ（英語版） (Uxbridge)
- ウェストフィールド（英語版） (Westfield)

※2021-2022シーズン

### サウスイースト
- アシュフォード・ユナイテッド (Ashford United)
- バージェス・ヒル・タウン (Burgess Hill Town)
- チチェスター・シティ (Chichester City)
- コリンシアン（英語版） (Corinthian)
- クレイ・ヴァレー・ペーパー・ミルズ（英語版） (Cray Valley Paper Mills)
- イースト・グリンステッド・タウン (East Grinstead Town)
- フェイヴァシャム・タウン (Faversham Town)
- ヘイスティングス・ユナイテッド (Hastings United)
- ヘイワーズ・ヒース・タウン（英語版） (Haywards Heath Town)
- ハーン・ベイ (Herne Bay)
- ハイス・タウン (Hythe Town)
- ランシングFC（英語版） (Lancing)
- フェニックス・スポーツ (Phoenix Sports)
- ラムズゲート (Ramsgate)
- セヴノークス・タウン（英語版） (Sevenoaks Town)
- シッティングボーン (Sittingbourne)
- スリー・ブリッジズ（英語版） (Three Bridges)
- VCDアスレティックVCD Athletic)
- ホワイトホーク（英語版） (Whitehawk)
- ウィスタブル・タウン (Whitstable Town)

※2021-2022シーズン
以下は地域リーグになる。

## エセックス・シニア・フットボールリーグ（9部相当）
- バーキングFC (Barking)
- バーキングサイドFC (Barkingside)
- バシルドン・ユナイテッドFC (Basildon United)
- ベスナル・グリーン・ユナイテッドFC (Bethnal Green United)
- ボウワーズ＆ピットシーFC (Bowers & Pitsea)
- バーナム・ランブラーズFC (Burnham Ramblers)
- クラプトンFC (Clapton)
- エンフィールドFC(1893) (Enfield (1893))
- イートン・マナーFC (Eton Manor)
- グレート・ウェイカリング・ローヴァーズFC (Great Wakering Rovers)
- ハーリンゲイ&ウォルサム・ディベロップメントFC (Haringey & Waltham Development)
- ハルブリッジ・スポーツFC (Hullbridge Sports)
- ロンドンAPSA FC (London All Peoples' Sports)
- ロンドン・バーリFC (London Bari)
- ソーブリッジワース・タウンFC (Sawbridgeworth Town)
- サウスエンド・マナーFC (Southend Manor)
- スポルティング・ベンガル・ユナイテッドFC (Sporting Bengal United)
- スタンステッドFC (Stansted)
- テイクリーFC (Takeley)

## ウェセックスリーグ・プレミアディビジョン（9部相当）
- AFCポートチェスター (Association Football Club PortChester)
- アルレスフォード・タウンFC (Alresford Town)
- オールトン・タウンFC (Alton Town)
- ベマートン・ヒース・ハーリキンズFC (Bemerton Heath Harlequins)
- ブラックフィールド&ラングレーFC (Blackfield & Langley)
- ボーンマスFC (Bournemouth)
- クライストチャーチFC (Christchurch)
- ダウントンFC (Downton)
- フェアラム・タウンFC (Fareham Town)
- ファウリーAFC (Fawley)
- GEハンブルFC (GE Hamble)
- ハムワージー・ユナイテッドFC (Hamworthy United)
- ヘイリング・ユナイテッドFC (Hayling United)
- ホーンディーンFC (Horndean)
- ライミントン・タウンFC (Lymington Town)
- マニーフィールドFC (Moneyfields)
- ニューミルトン・タウンFC (New Milton Town)
- ニューポートFC(ワイト島) (Newport(IOW))
- ロムジー・タウンFC (Romsey Town)
- トットン&エリングFC (Totton & Eling)
- ヴァーウッド・タウンFC (Verwood Town)

## ウェスタンフットボールリーグ・プレミアディビジョン（9部相当）
- バーンスタップル・タウンFC (Barnstaple Town)
- ビショップ・サットンAFC (Bishop Sutton)
- ビットンAFC (Bitton)
- ブリッジポートAFC (Bridport)
- ブリスリントンFC (Brislington)
- ブリストル・マナー・ファームFC (Bristol Manor Farm)
- バックランド・アスレティックFC (Buckland Athletic)
- キャドベリー・ヒースFC (Cadbury Heath)
- ジリンガム・タウンFC (Gillingham Town)
- ハレンFC (Hallen)
- イルファーコム・タウンFC (Ilfracombe Town)
- ラークホール・アスレティックFC (Larkhall Athletic)
- ロングウェル・グリーン・スポーツFC (Longwell Green Sports)
- メルクシャム・タウンFC (Melksham Town)
- オッド・ダウンFC (Odd Down)
- ラドストック・タウンFC (Radstock Town)
- ストリートFC (Street)
- ウェルズ・シティFC (Wells City)
- ウィランド・ローヴァーズFC (Willand Rovers)
- ウィンターボーン・ユナイテッドFC (Winterborne United)